# 검사와 여선생 (영화)
"검사와 여선생"은 한국에서 제작된 윤대룡 감독의 1948년 멜로/로맨스, 드라마 영화이다. 이영애 등이 주연으로 출연하였고 김영순 등이 제작에 참여하였다. 2007년 등록문화재 제344호로 지정되었다.

## 출연

### 주연
- 이영애
- 이업동
- 정웅
- 신출

## 기타
- 원작자: 김춘광